# Salúcio
Saturnínio Segundo Salúcio (em latim: Saturninius Secundus Salutius) ou simplesmente Salúcio, foi um oficial romano nativo da Gália. A primeira menção de sua existência foi feita pelo historiador romano Amiano Marcelino. Ele era um questor quando se tornou membro do corte de Juliano, o Apóstata, enquanto o último era césar da Gália. Salúcio era versado em filosofia grega e retórica e ganhou o respeito de Juliano. Foi provavelmente através de seus conselhos que Juliano desenvolveu as habilidades de administração que demonstrou na Gália. Em 359, Constâncio II o removeu da Gália.
Quando Juliano se tornou imperador, ele fez de Salúcio o prefeito pretoriano do Oriente no fim de 361 e uma de suas primeiras tarefas foi administrar o Tribunal da Calcedônia juntamente com Cláudio Mamertino e quatro comandantes militares: Arbício, Agilão, Nevita e Jovino. Ele acompanhou o imperador na campanha da Pérsia, na qual o imperador foi morto. Como sinal de grande respeito, o primeiro comando militar o nomeou para tornar-se imperador, mas Salúcio recusou a honra alegando doença e a idade avançada, e a honra foi então cedida a Joviano. Após retornar da Pérsia, Salúcio continuou como prefeito pretoriano durante o reinado de Valentiniano I até ser substituído por Nebrídio.